# Сергей Токарев
Сергей Александрович Токарев (на руски: Серге́й Алекса́ндрович То́карев) е известен руски етнограф, историк и изследовател на религиите. Доктор на историческите науки на Московския университет.
Роден и израсъл в семейство на учители от царско време. През 1940 година защитава докторска дисертация на тема „Общественият строй на якутите през ХVІІ-ХVІІІ век“. От 1943 година е професор.
Първоначално в интересите му влиза етнографията на тюркски народи (алтайци, хакаси, якути). Впоследствие изучава социалната организация и културната история на австралийските аборигени, индианците, етнографията на народи в Европа и СССР.
Плодотворен автор на повече от 200 статии в периодични издания и научни трудове.